# Doctrina Jdanov

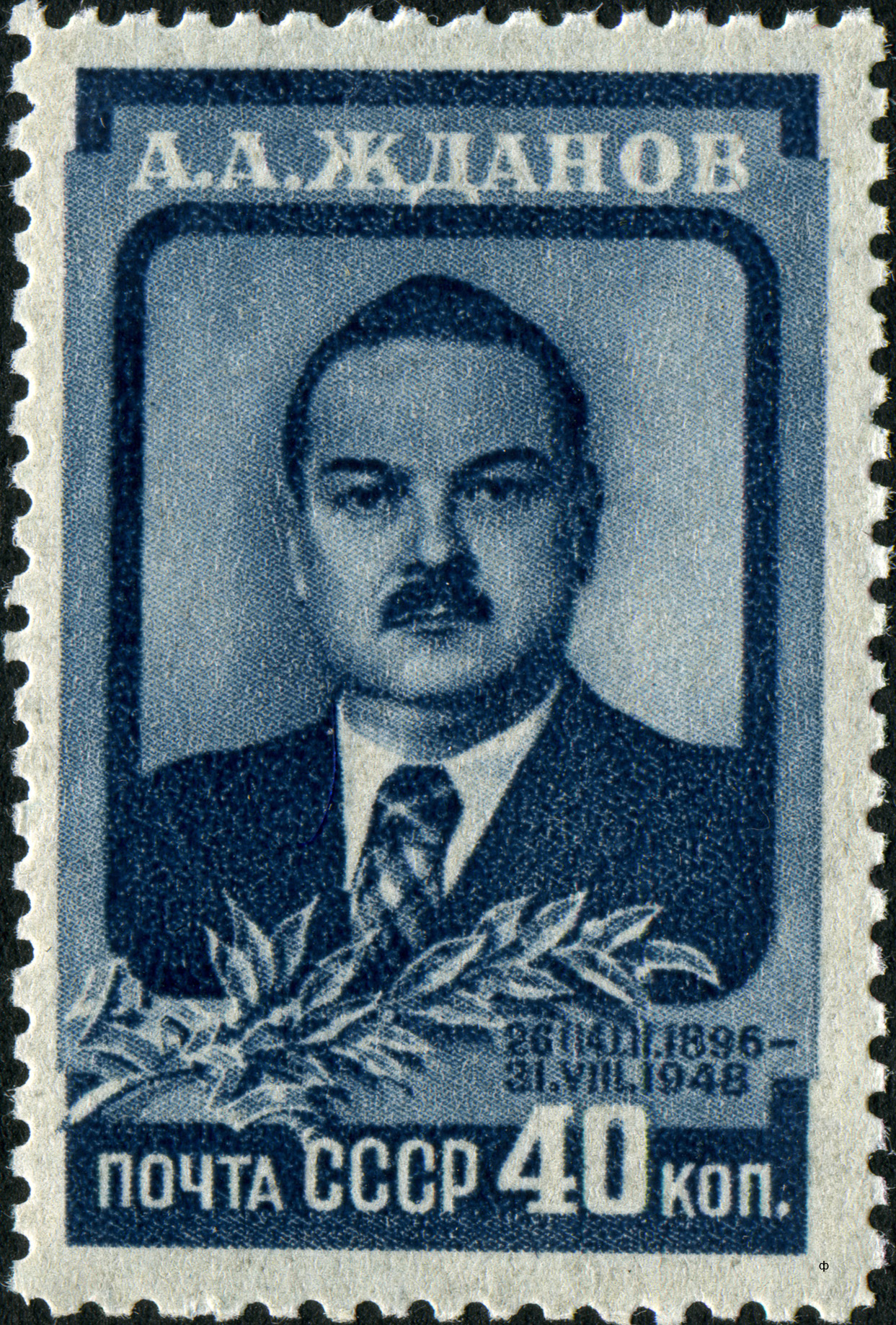
Timbru URSS a lui Andrei Jdanov.

Doctrina Jdanov (numită și Jdanovism sau Jdanovșcina; rusă : доктрина Жданова, ждановизм, ждановщина) a fost o doctrină culturală sovietică dezvoltată de secretarul Comitetului Central, Andrei Jdanov. A propus ca lumea să fie împărțită în două tabere: imperialism (forțele imperialiste), condus de Statele Unite și „democratic (pacifiștii)”, condus de Uniunea Sovietică. Principiul principal al doctrinei Jdanov a fost adesea rezumat prin sintagma: „Singurul conflict posibil în cultura sovietică este conflictul dintre bun și cel mai bun”. Jdanovismul a devenit în curând o politică culturală sovietică, ceea ce înseamnă că artiștii, scriitorii și intelligentsia în general sovietici au trebuit să se conformeze liniei de partid în lucrările lor creative. În conformitate cu această politică, artiștii care nu au reușit să se conformeze dorințelor guvernului riscau persecuția. Politica a rămas în vigoare până la moartea lui Iosif Stalin în 1953.  Doctrina Jdanov este un răspuns la doctrina Truman (doctrina americană).

## Istoric
Rezoluția din 1946 a Comitetului Central a fost îndreptată împotriva a două reviste literare, Zvezda și Leningrad, care publicaseră lucrări presupus apolitice, „burgheze”, individualiste ale satiristului Mihail Zoșcenko și ale poetei Anna Ahmatova.
Paralel cu Jdanovismul, în aparatul partidului au fost introduse „curți de onoare”. Preluate din epoca țaristă, aceste instanțe aveau ca scop intensificarea patriotismului rus prin procese simulate organizate. Persoanele inculpate nu au fost executate, dar au platit cu cariera. Liderul partidului de la Leningrad, Alexei Kuznețov, a explicat în 1947 că acestea au fost concepute pentru a viza persoanele educate din cadrul partidului. Din cauza îndoielilor cu privire la servilitatea față de Occident în aparatul central, chiar și Comitetul Central și MGB au avut instanțe. În bătălia pentru „independența” spirituală și culturală, Jdanovismul a dus la epurarea unor personaje precum Solomon Mihoels și a scriitorilor Comitetului Antifascist Evreiesc. În 1950, odată cu „afacerea Leningrad”, Kuznețov însuși a fost epurat împreună cu vicepremierul Nikolai Voznesenski. Stalin însuși a avut influență asupra trecerii către mai multe politici țariste, reinstalând „tabelul de ranguri” și revizuind imnul sovietic. Aceste politici au fost anulate de Hrușciov când a venit la putere.:129–32
Mai devreme, unii critici și istorici literari au fost denunțați pentru că sugerau că clasicii ruși au fost influențați de Jean-Jacques Rousseau, Molière, Lord Byron sau Charles Dickens. O parte a jdanovismului a fost o campanie împotriva „cosmopolitismului”, ceea ce însemna că modelele străine nu trebuiau imitate pe neînchipuit, iar realizările native rusești au fost subliniate.